# 布列塔尼嗩吶
布列塔尼嗩吶是一種源自布列塔尼（今屬法國）的傳統木管樂器。在生活中，布列塔尼嗩吶經常和另一種傳統樂器布列塔尼風笛同時出現並進行二重奏。